# Ausländer
Ausländer – singiel promujący album rapera Alpa Gun pod tytułem Geladen und Entsichert.
Do utworu został nakręcony klip, w którym gościnnie występuje przyjaciel rapera Sido.